# El Salvador ai Giochi della XXX Olimpiade
El Salvador ha partecipato ai Giochi della XXX Olimpiade di Londra, che si sono svolti dal 27 luglio al 12 agosto 2012, con una delegazione di 10 atleti.

## Atletica leggera
Gare maschili
| Atleta                  | Gara                    | Batterie | Batterie | Quarti | Quarti | Semifinali | Semifinali | Finale  | Finale |
| Atleta                  | Gara                    | Tempo    | Pos.     | Tempo  | Pos.   | Tempo      | Pos.       | Tempo   | Pos.   |
| ----------------------- | ----------------------- | -------- | -------- | ------ | ------ | ---------- | ---------- | ------- | ------ |
| Emerson Esnal Hernández | 50 chilometri di marcia | N.D.     | N.D.     | N.D.   | N.D.   | N.D.       | N.D.       | 3:53:57 | 27     |

Gare femminili
| Atleta                   | Gara   | Batterie | Batterie | Quarti | Quarti | Semifinali      | Semifinali      | Finale          | Finale          |
| Atleta                   | Gara   | Tempo    | Pos.     | Tempo  | Pos.   | Tempo           | Pos.            | Tempo           | Pos.            |
| ------------------------ | ------ | -------- | -------- | ------ | ------ | --------------- | --------------- | --------------- | --------------- |
| Gladys Nataly Landaverde | 1500 m | 4:18.26  | 15       | N.D.   | N.D.   | Non qualificata | Non qualificata | Non qualificata | Non qualificata |

## Canottaggio
Gare maschili
| Atleta        | Evento  | Batterie | Batterie   | Ripescaggi | Ripescaggi | Quarti di finale | Quarti di finale | Semifinali | Semifinali | Finale  | Finale     |
| Atleta        | Evento  | Tempo    | Classifica | Tempo      | Classifica | Tempo            | Classifica       | Tempo      | Classifica | Tempo   | Classifica |
| ------------- | ------- | -------- | ---------- | ---------- | ---------- | ---------------- | ---------------- | ---------- | ---------- | ------- | ---------- |
| Roberto López | Singolo | 7:23.75  | 4          | 7:27.75    | 5          | BYE              | BYE              | 7:57.89    | 3          | 7:41.32 | 29         |

Gare maschili
| Atleta               | Evento  | Batterie | Batterie   | Ripescaggi | Ripescaggi | Quarti di finale | Quarti di finale | Semifinali | Semifinali | Finale  | Finale     |
| Atleta               | Evento  | Tempo    | Classifica | Tempo      | Classifica | Tempo            | Classifica       | Tempo      | Classifica | Tempo   | Classifica |
| -------------------- | ------- | -------- | ---------- | ---------- | ---------- | ---------------- | ---------------- | ---------- | ---------- | ------- | ---------- |
| Camila Vargas Palomo | Singolo | 8:01:60  | 5          | 7:53:38    | 1          | 8:07:67          | 6                | 7:57.22    | 3          | 8:19.75 | 16         |

## Ciclismo

### Ciclismo su strada
Gare femminili
| Atleta        | Evento                   | Tempo   | Classifica |
| ------------- | ------------------------ | ------- | ---------- |
| Evelyn García | Corsa in linea femminile | 3:35:56 | 26         |

## Judo
Gare maschili
| Atleta          | Evento | 32-esimi                     | 16-esimi             | Ottavi               | Quarti di finale     | Semifinali           | 1º Turno ripescaggi  | 2º Turno ripescaggi  | Finale               | Finale          |
| Atleta          | Evento | Avversario Risultato         | Avversario Risultato | Avversario Risultato | Avversario Risultato | Avversario Risultato | Avversario Risultato | Avversario Risultato | Avversario Risultato | Classifica      |
| --------------- | ------ | ---------------------------- | -------------------- | -------------------- | -------------------- | -------------------- | -------------------- | -------------------- | -------------------- | --------------- |
| Carlos Figueroa | -66 kg | Sasha Mehmedovic P 0000–0010 | Non qualificato      | Non qualificato      | Non qualificato      | Non qualificato      | Non qualificato      | Non qualificato      | Non qualificato      | Non qualificato |

## Nuoto
Gare maschili
| Atleta        | Gara            | Batteria | Batteria  | Semifinale | Semifinale | Finale          | Finale          |
| Atleta        | Gara            | Tempo    | Posizione | Tempo      | Posizione  | Tempo           | Posizione       |
| ------------- | --------------- | -------- | --------- | ---------- | ---------- | --------------- | --------------- |
| Rafael Alfaro | 400 metri misti | 4:35.80  | 35        | N.D.       | N.D.       | Non qualificato | Non qualificato |

Gare femminili
| Atleta                 | Gara                   | Batteria | Batteria  | Semifinale | Semifinale | Finale          | Finale          |
| Atleta                 | Gara                   | Tempo    | Posizione | Tempo      | Posizione  | Tempo           | Posizione       |
| ---------------------- | ---------------------- | -------- | --------- | ---------- | ---------- | --------------- | --------------- |
| Alexia Benitez Quijada | 800 metri stile libero | 9:02.66  | 33        | N.D.       | N.D.       | Non qualificata | Non qualificata |

## Sollevamento pesi
Gare maschili
| Atleta          | Evento | Strappo   | Strappo    | Slancio   | Slancio    | Totale | Classifica |
| Atleta          | Evento | Risultato | Classifica | Risultato | Classifica | Totale | Classifica |
| --------------- | ------ | --------- | ---------- | --------- | ---------- | ------ | ---------- |
| Julio Salamanca | 62 kg  | 110       | 12         | 150       | 11         | 260    | 11         |

## Tiro
Gare femminili
| Atleta        | Evento                      | Qualificazione | Qualificazione | Finale          | Finale          |
| Atleta        | Evento                      | Punteggio      | Classifica     | Punteggio       | Classifica      |
| ------------- | --------------------------- | -------------- | -------------- | --------------- | --------------- |
| Melissa Mikec | Carabina 50m 3 posizioni    | 560            | 45             | Non qualificata | Non qualificata |
| Melissa Mikec | Carabina 10m aria compressa | 392            | 39             | Non qualificata | Non qualificata |